# Mauerspringer
Als Mauerspringer wurden Personen bezeichnet, die von West- nach Ost-Berlin über die Berliner Mauer kletterten. Während des 28-jährigen Bestehens der Mauer kam dies in mindestens 400 Fällen vor, wobei es mehrere Verletzte und mindestens fünf Todesopfer gab. Seltener wurden Flüchtlinge aus der DDR als Mauerspringer bezeichnet.

## Geschichte
Die Berliner Mauer war von West-Berlin wesentlich einfacher zu überwinden als vom Osten. Es gab keine Überwachung des Grenzstreifens und die Grenzanlagen waren auf die Verhinderung von Übertritten aus der DDR nach West-Berlin ausgelegt. Mauerspringer konnten Leitern an der Mauer anstellen, auf geparkte Autos klettern oder über einen der am Verlauf der Mauer aufgestellten Beobachtungsposten auf die Mauer gelangen. Nach dem 1971 geschlossenen Viermächteabkommen über Berlin konnten West-Berliner nach Ost-Berlin reisen, ohne die Mauer illegal überwinden zu müssen, was ihnen vorher größtenteils verwehrt war.
Die Motive zum Mauersprung waren unterschiedlich. Häufig wollten die Mauerspringer Wetten gewinnen, ihren Freundinnen imponieren oder ihren Mut beweisen. Dabei spielte in vielen Fällen Alkohol eine entscheidende Rolle. In selteneren Fällen war der Mauersprung als Protest gegen die Mauer gedacht, hierbei kam es 1971 zum Tod von Dieter Beilig. Der psychisch kranke Arnold Kabe kletterte fünfzehnmal aus Kreuzberg über die Mauer. Als Motiv gab er Langeweile an. Werner Kühl überkletterte die Grenzsicherungsanlage, weil er in die DDR übersiedeln wollte. Dabei wurde er von Grenzsoldaten für einen DDR-Flüchtling gehalten und erschossen.
Die größte Anzahl von Mauerspringern gab es 1988. Vor einem Gebietstausch zwischen der DDR und West-Berlin wurde das zu diesem Zeitpunkt noch zum DDR-Gebiet gehörende, aber auf der Westseite der Mauer befindliche Lenné-Dreieck durch linke Aktivisten besetzt. Als die West-Berliner Polizei das Gelände am 1. Juli 1988 räumte, kletterten 182 Demonstranten über die Mauer nach Ost-Berlin. Dort wurden sie von den Grenztruppen auf drei Lastkraftwagen verladen und in eine Betriebskantine verbracht. Später verließen sie in kleinen Gruppen über reguläre Grenzübergänge die DDR. Im Vorfeld der „Fluchtaktion“ hatten Vertreter der Demonstranten Kontakt zum Ministerium für Staatssicherheit aufgenommen, das sich auf den Übertritt vorbereitete, ohne ihn zu unterstützen.
Bei den Grenztruppen der DDR wurden Mauerspringer als „Grenzverletzer WB-DDR“ bezeichnet. Für diese Fälle gab es eigene Dienstanweisungen, die eine sofortige Festnahme vorschrieben, ohne den Schusswaffengebrauch zu fordern. Festgenommene sollten ins Ministerium für Staatssicherheit gebracht werden und wurden dort von der Hauptabteilung IX übernommen. Diese leitete ein Ermittlungsverfahren ein. In vielen Fällen erfolgte eine baldige Rückführung, insbesondere wenn Alkoholkonsum, Unkenntnis über den Grenzverlauf oder ähnliche Gründe festgestellt wurden. Verfolgt wurden absichtliche „Grenzprovokationen“.

### Tote
Bei einem Mauersprung kamen mindestens vier Menschen ums Leben. Zusätzlich gab es mehrere Verletzte.
- Heinz Müller (1943–1970)
- Gerald Thiem (1928–1970)
- Werner Kühl (1949–1971)
- Johannes Muschol (1949–1981)

Dieter Beilig (1941–1971) war ein weiterer Mauerspringer. Seine Erschießung durch DDR-Polizisten stand mit seinen Aktionen im Zusammenhang.

## Mauerspringer in Literatur, Film und Kunst
Der Schriftsteller Stefan Heym schrieb 1974 die Erzählung Mein Richard. Sie handelt von zwei Jugendlichen aus der DDR – beide mit dem Vornamen Richard –, die über die Mauer klettern, in ein West-Berliner Kino gehen und anschließend wieder über die Mauer zurückklettern. Einen Grenzübergang können sie für den Rückweg nicht nutzen, da ihr Hinweg eine Straftat gewesen war (ungesetzlicher Grenzübertritt). Nach ihrer 14. Tour werden sie festgenommen und vor Gericht gestellt. Ihr Anwalt sagt, sie hätten statt einer Strafe einen Orden verdient, weil sie „vierzehnmal hintereinander ihre absolute Treue zu unserer Republik unter Beweis gestellt haben.“ Die Geschichte entstand aufgrund von Gesprächen zwischen Amandus Wulf und Stefan Heym, die sich persönlich kannten, über das Mauerspringen durch Amandus’ Sohn Rainer Sturmo Wulf sowie Joachim Mückenberger, einem Sohn von Joachim Mückenberger.
1982 griff der westdeutsche Schriftsteller Peter Schneider Heyms Erzählung in seinem Buch Der Mauerspringer auf. Er erzählte eine ähnliche Begebenheit wie Heym, allerdings mit drei Akteuren und aus einer anderen Sicht.
Im gleichen Jahr verfilmte Reinhard Hauff den Stoff unter dem Titel Der Mann auf der Mauer mit Marius Müller-Westernhagen in der Hauptrolle.
In seinem satirischen Film Meier schildert Peter Timm einen Brigadeleiter aus Ostberlin, der mit Hilfe eines gefälschten behelfsmäßigen Berliner Personalausweises zum Grenzgänger wird und wiederholt Tapetenrollen in die DDR schmuggelt, die er bei Wiedereinreise mit Tagesvisum als „Geschenke für meine Oma“ deklariert. Kurz bevor Eugen Meier auffliegt, erhält er für die (angeblich selbstgefertigte) Raufasertapete eine Auszeichnung als Neuerer und Held der Arbeit, weshalb er einer Haftstrafe entgeht. Im Westen besucht Meier eine Spielhalle, in der das Mauerspringen als Computerspiel simuliert wird.
Die Skulptur Melilla Mauerspringer des spanischen Künstlers Fernando Sánchez Castillo steht seit Ende 2017 in Herford. Auf einem zehn Meter hohen Laternenmast sitzt eine Bronzefigur, die an der Innenstadt vorbei in die Ferne blickt. Castillo thematisiert damit die Flüchtlingssituation an den EU-Außengrenzen.